# Negurenii Vechi, Ungheni
Negurenii Vechi este satul de reședință al comunei cu același nume  din raionul Ungheni, Republica Moldova.